# 水ヶ江
水ヶ江（みずがえ）は、佐賀県佐賀市の地名。郵便番号は840-0054。

## 地理

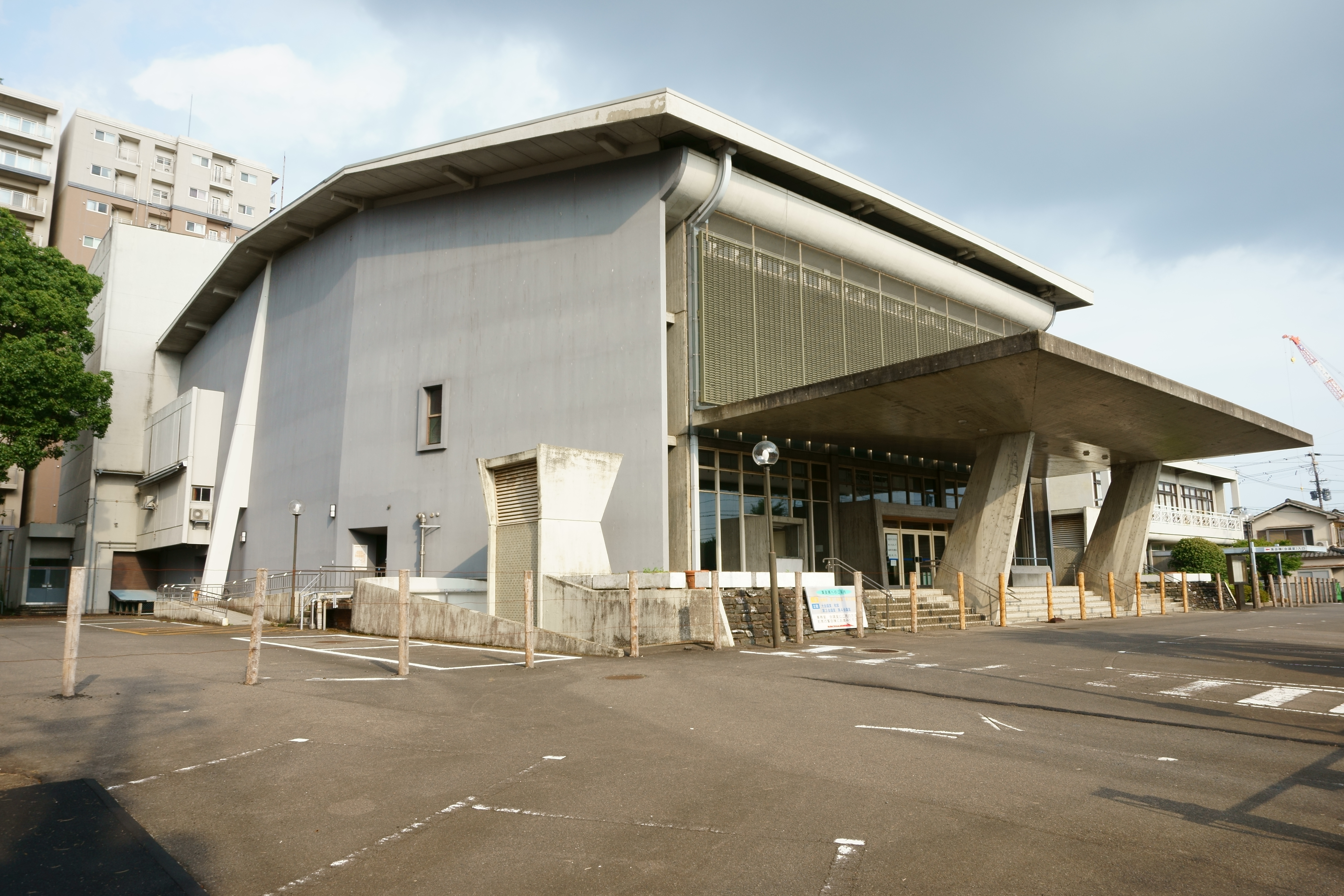
閉鎖された佐賀市民会館

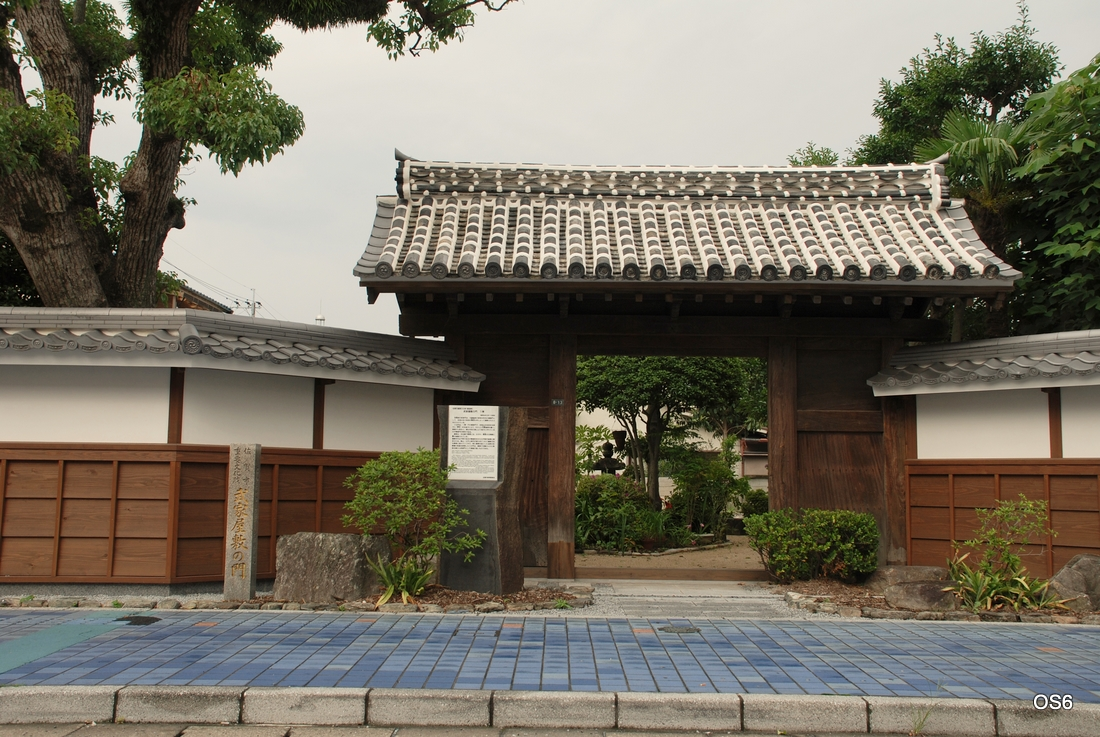
武家屋敷の門（旧水町家）

水ヶ江は佐賀市中央部の地名。佐賀城の東、国道264号と国道208号の間に南北に広がる。東端を裏十間川、南東端を八田江が流れる。また、城内から多布施川が流入し、中南部を通って八田江に合流する。佐賀平野のクリーク地帯であり、その他にも水路は多い。中央を南北に県道30号が走り、県道を挟んで北から東西交互に1～6丁目が並ぶ。北から時計回りに松原、材木、朝日町、南佐賀、本庄町袋、中の館町、城内に接する。
国道と県道沿いに企業や商店が並び、ほかは住宅地となっている。1丁目にあった佐賀市民会館は老朽化により2016年に休館（事実上の閉鎖で同年7月取り壊し）、佐賀県立病院好生館は敷地が狭小のため2013年に嘉瀬地区に移転した。跡地には佐賀市医師会立看護専門学校（佐賀市新中町）、休日夜間こども診療所・休日歯科診療所（佐賀市兵庫北）などが移転進出したほか、佐賀県健康づくり財団が運営する「健診・検査センター」、西九州大学が管理・運営する調理実習室や多目的ホール、レストランに加え、佐賀県医師会、佐賀県栄養士会などが入居する「佐賀メディカルセンター」が開設された。なお、西九州大学では本施設をサテライトキャンパスとしても使用する。
1丁目には歴代藩主が「国家安泰・万民安楽」を祈願した石塔や佐賀の乱記念碑がある万部島があり佐賀城公園の一部となっている。2丁目に大隈重信の生誕地があり国指定史跡の生家を中心に大隈重信記念館として整備されている。3丁目の大木公園は大木喬任の生誕地と伝えられ記念碑が立つ。また2丁目には後多久氏（水ヶ江龍造寺氏）の屋敷門や、鍋島家の家老・水町氏の屋敷門として建設された3間1尺の薬医門が残っており、水町氏の門は佐賀市の重要文化財に指定されている。なお、この屋敷は上海事件で著名な空閑昇少佐の生家でかつては「空閑昇少佐生家」と記された石碑もあったが戦後に撤去されている。
かつての片田江縦小路・水ヶ江（虎次）縦小路である県道30号線を始め、佐賀城下の諸小路が広く残っており、前述の記念館、屋敷門などとと合わせ城下町の面影を広く感じることができる。また、幕末に活躍した佐賀の七賢人の内、大隈重信と大木喬任は水ヶ江の出身であり、佐野常民は水ヶ江の佐野家に養子となるなど明治維新ともかかわりの深い地となっている。

## 歴史

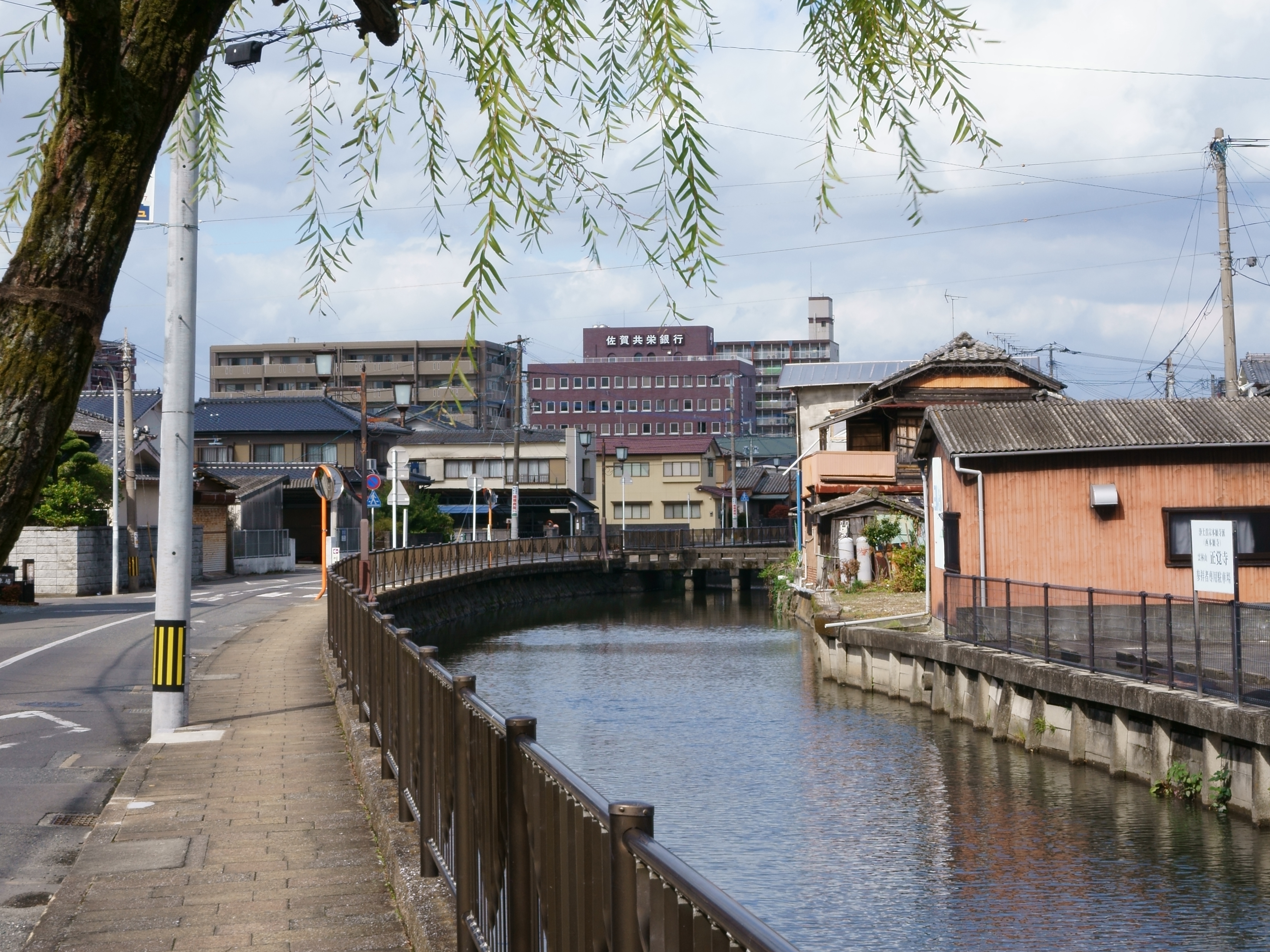
裏十間川。写真左が水ヶ江（片田江）、右が材木。奥に見えるのが横目橋

「水ヶ江」は「水が家」の意味で、「龍は水を以って家となす」の古事から、龍造寺氏の龍と水を結びつけてつくられた地名で、水ヶ江五丁目と中の館町にわたる範囲に水ヶ江城があった。現在の水ヶ江は江戸時代は佐賀城下の武家屋敷地で、共に縦小路と横小路からなる水ヶ江小路の大部分と片田江小路の中南部に当たり、本来は水ヶ江とは南十間端より南の水ヶ江小路付近を指す地名である。水ヶ江小路は虎次小路とも言い、現在の龍谷高校東交差点から南に走り横小路交差点から東横小路と西横小路などがあった。さらに南には「葉隠」記述者である田代陣基の屋敷があったことが城下絵図の解析により判明している。『弘化二巳総着到』（鍋島報效会所蔵の佐賀藩士名簿）によると居住する武士数は諸小路中最大の54名。築地反射炉の建設などに参画し、藩の火術師範となった本島籐太夫の屋敷はこの地にあった。片田江小路は龍谷高校北交差点から北に走り裏十間川に至る小路。北から馬責馬場、通小路、椎小路（現在の国道264号線でこれより北は松原となる）、花房小路、中ノ橋小路、枳小路、会所小路の横小路があり、まとめて片田江七小路と呼ばれている。それぞれ縦小路から東に走り裏十間端小路に達する。会所小路のさらに南にある十間端小路も含め現在もそのまま市道などとして使われている。同じく『弘化二巳総着到』によると、それぞれの小路毎に居住する武士数は片田江小路が30人、馬責馬場が10人、通小路が17人、椎小路が16人、花房小路が15人、中ノ橋小路が12人、枳小路が10人、会所小路が18人、十間端小路が17人。いずれも中級武士が多い。この裏十間端小路に沿って流れる裏十間川は武家屋敷地である水ヶ江・片田江と町人町である材木町との境界で、材木町から橋を渡って武家屋敷地の小路に入る場合は必ず鍵型に曲がるようになっており、防衛上の措置であるとみられている。また、裏十間川にかかる橋の一つに「横目橋（じろりばし）」がある。お互いに敬遠・対立する武士と町人が橋ですれ違うときにじろりと横目で睨みながら渡っていた、という意味で呼ばれたもので佐賀城下の珍名橋として知られている。なおこの文書には大隈重信の父、大隈与一左衛門信保の名が会所小路にある。
天保6年（1835年）、鍋島直正の病後の保養地として水ヶ江御茶屋が現在の6丁目に造営されている。この水ヶ江御茶屋では天保11年（1840年）に鍋島茂義が武雄藩で導入を進めていた西洋式砲術調練の一環としてリフトコーゲル（照明弾）の試発が行われた。直正はこの調練を検分したのをきっかけに佐賀本藩への西洋砲術導入を決定している。
1881年（明治14年）に水ヶ江町となり、1889年（明治22年）に近代市町村制の施行により佐賀市が発足するとその一部となる。住居表示により水ヶ江町に赤松町、本庄町袋、北川副町木原の一部を加えて水ヶ江1～6丁目となった。

### 寺社
- 宗龍禅寺 - 天正16年（1588）、龍造寺隆信の冥福を祈る菩提寺として鍋島直茂が佐賀城の鬼門に建立し守護神とした名刹。佐賀の化け猫騒動の舞台の一つでもある。佐賀の乱の際には前山清一郎率いる中立党の本部となった。また、水ヶ江出身の空閑昇の墓がある[11]。
- 慶雲院 - 龍造寺家兼夫妻と父龍造寺康家を葬ったと伝わる[12]。
- 養福寺 - 慶長年中（1596〜1614）に陽泰院（鍋島直茂継室）に奉公していた田崎氏の妻が、主君の菩提と戦死した夫子を弔うために建立を願い出て認められたと伝わる[13]。
- 龍造寺八幡宮下の宮 - 1985年（昭和60年）創建[14]。

### 史跡・文化財
- 大隈重信旧宅 - 2丁目。国史跡。2度に渡り総理大臣を務めた大隈重信の生家。会所小路にあり、佐賀地方に多い「コ」の字の形をした、一部平屋、一部2階建ての住宅[15]。
- 大隈重信記念館 - 2丁目。国登録有形文化財。上記旧宅の敷地内にある。大隈侯生誕125周年を記念し、早稲田大学名誉教授である今井兼次が設計を行い1966年に竣工した。
- 旧百﨑家住宅主屋 - 3丁目。国登録有形文化財。藩政期には佐賀藩の典医を務めた石井家の武家屋敷地であった。明治前期の建築と考えられる寄棟造茅葺の主屋に増築された離れが附属する[16]。
- 武家屋敷の門 - 2丁目。市重要文化財。元鍋島家の家老水町氏の屋敷門。多良の名工、託田の番匠の手によるものと伝わる。構造形式から江戸後期のものと推定されている。
- 万部塔と六地蔵 - 1丁目。市重要文化財。万部塔は佐賀藩代々の藩主による法華経一万部読誦記念の石塔群。六地蔵は二基あり、龍造寺家兼に所縁があると言われている。
- 岸川邸 - 3丁目。佐賀市都市景観賞。茅葺き寄棟造り。正面の棟に式台玄関があり武家屋敷であったことを伝える[17]。
- 中の橋 - 2丁目。土木遺産in九州。明治時代の橋組みを維持している石桁橋。佐賀市内には国内最大級の栴檀橋など幾つかの石桁橋が残っている[18][19]。

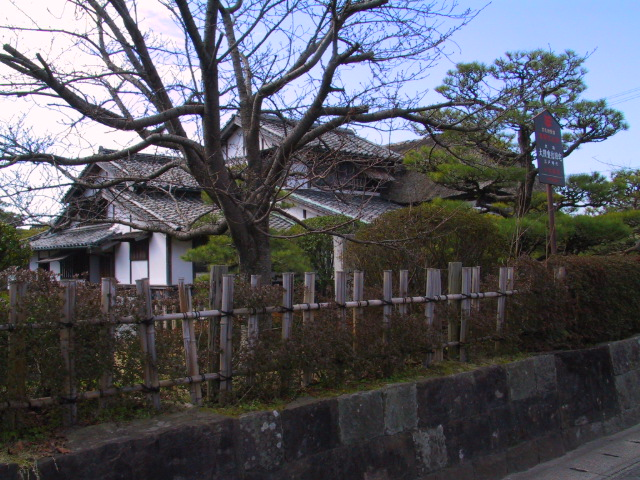
大隈重信旧宅
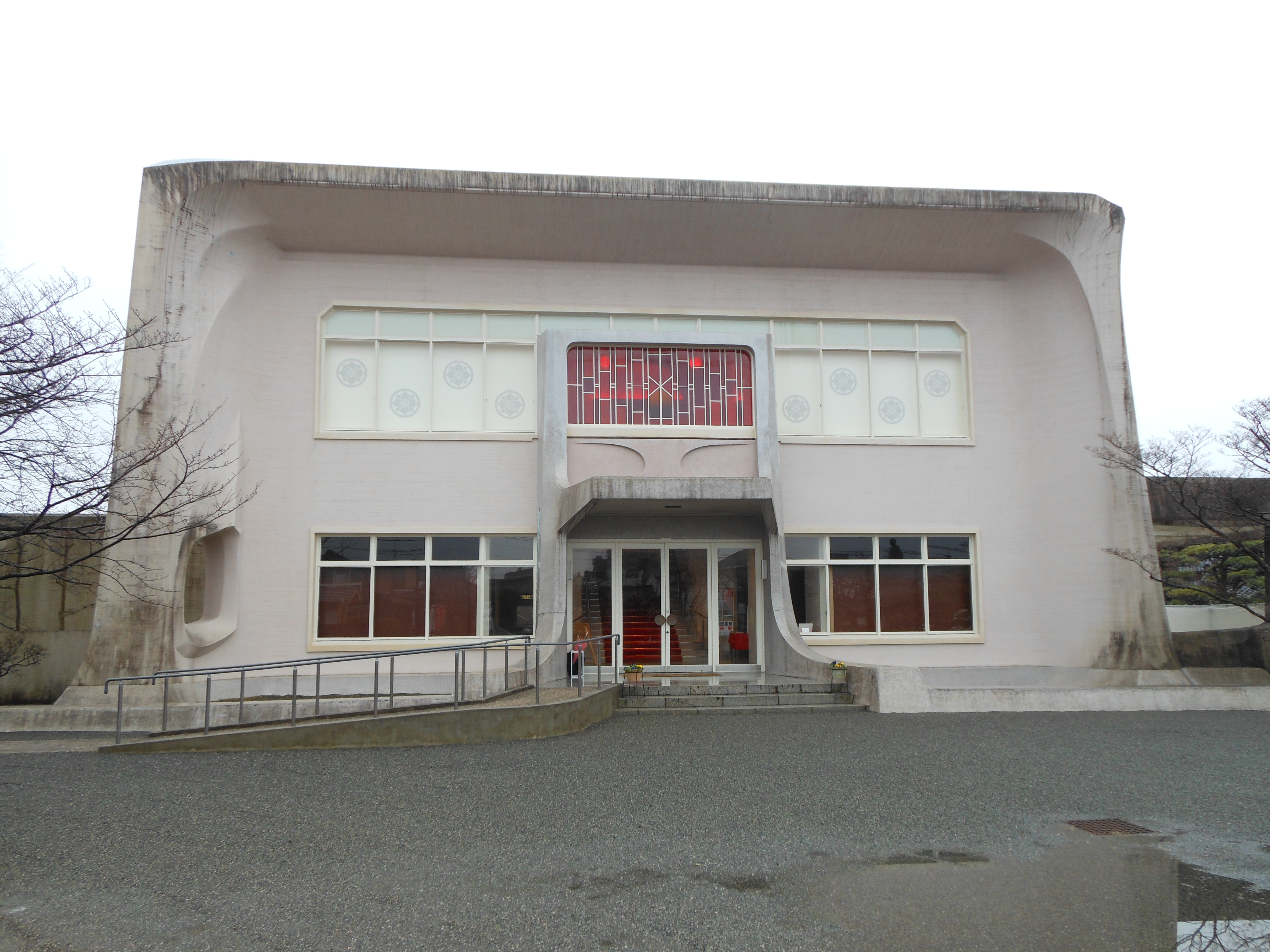
大隈重信記念館
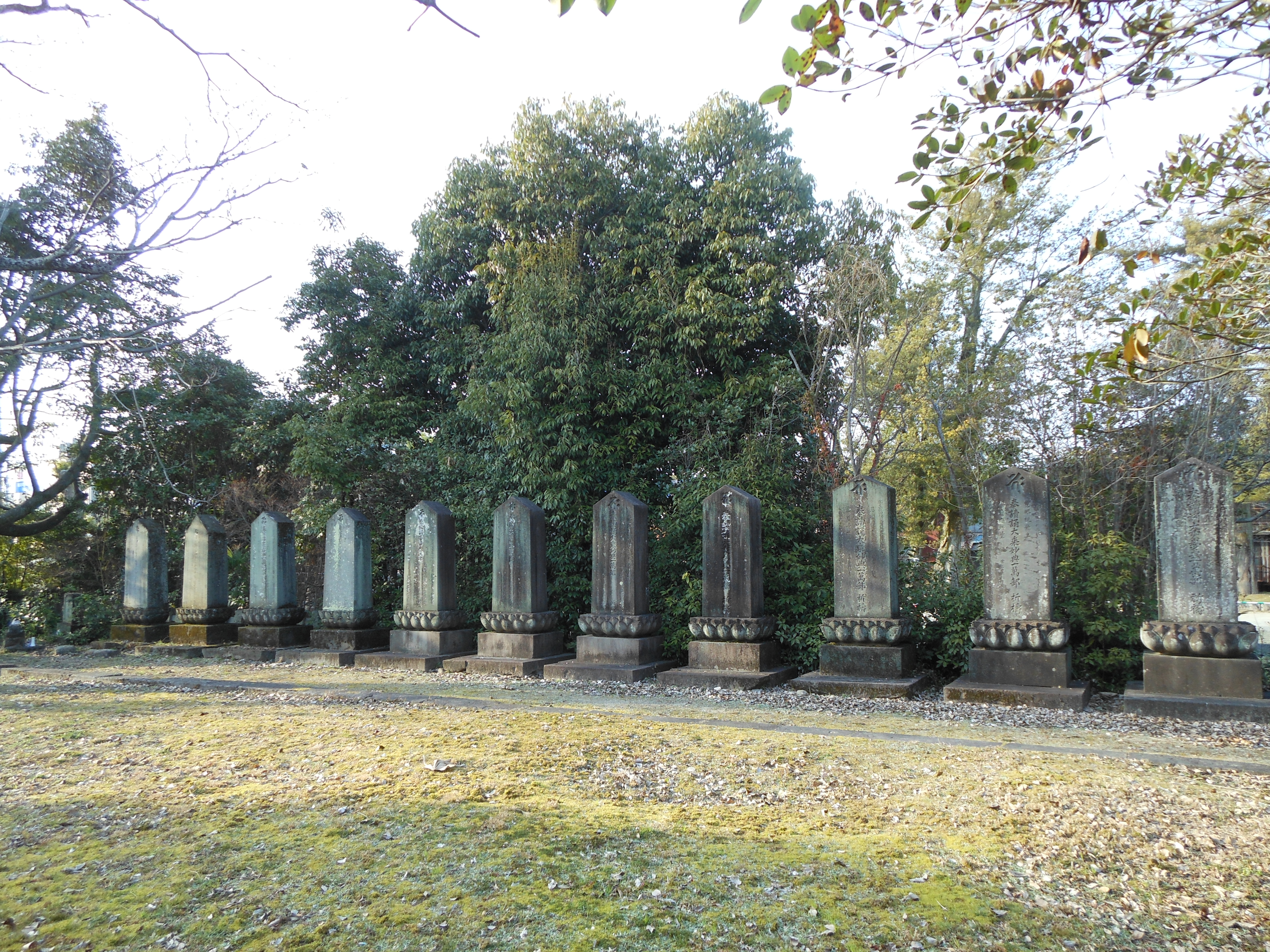
万部塔
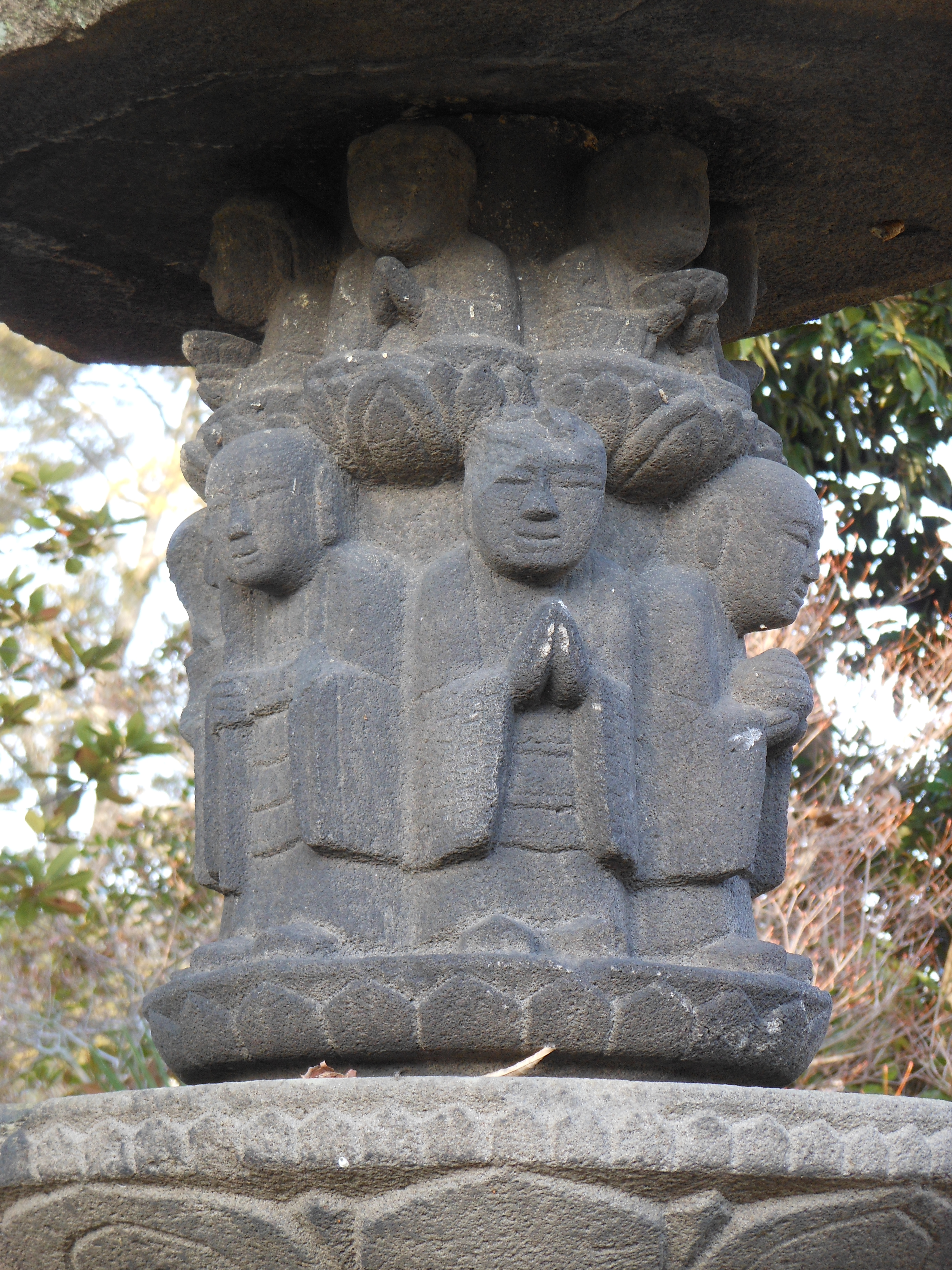
六地蔵。二基あるうちの北側
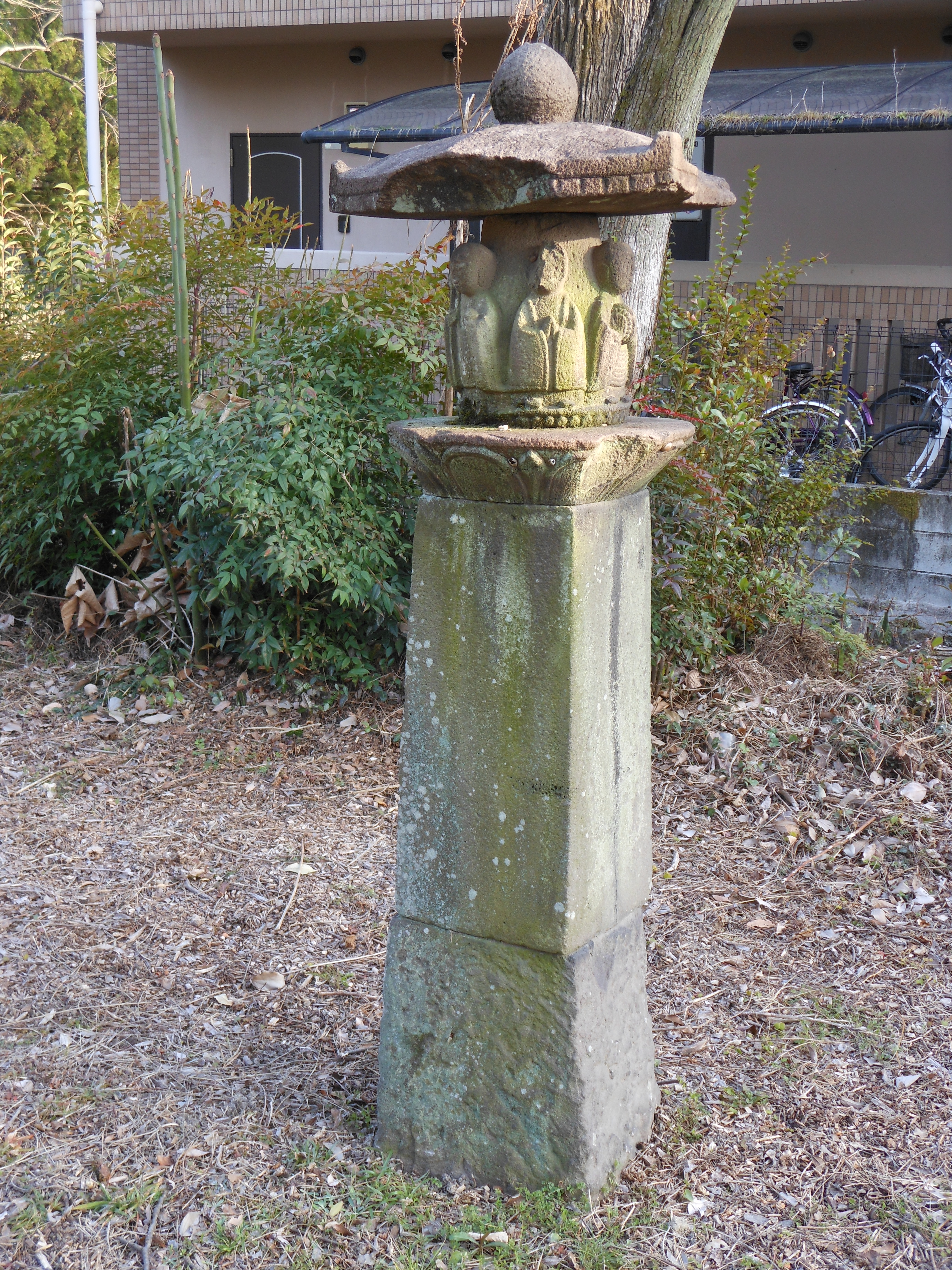
六地蔵。二基あるうちの南側
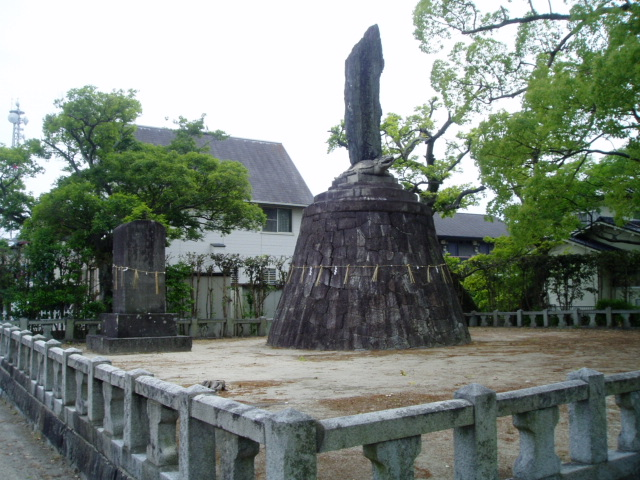
佐賀の乱鎮魂碑
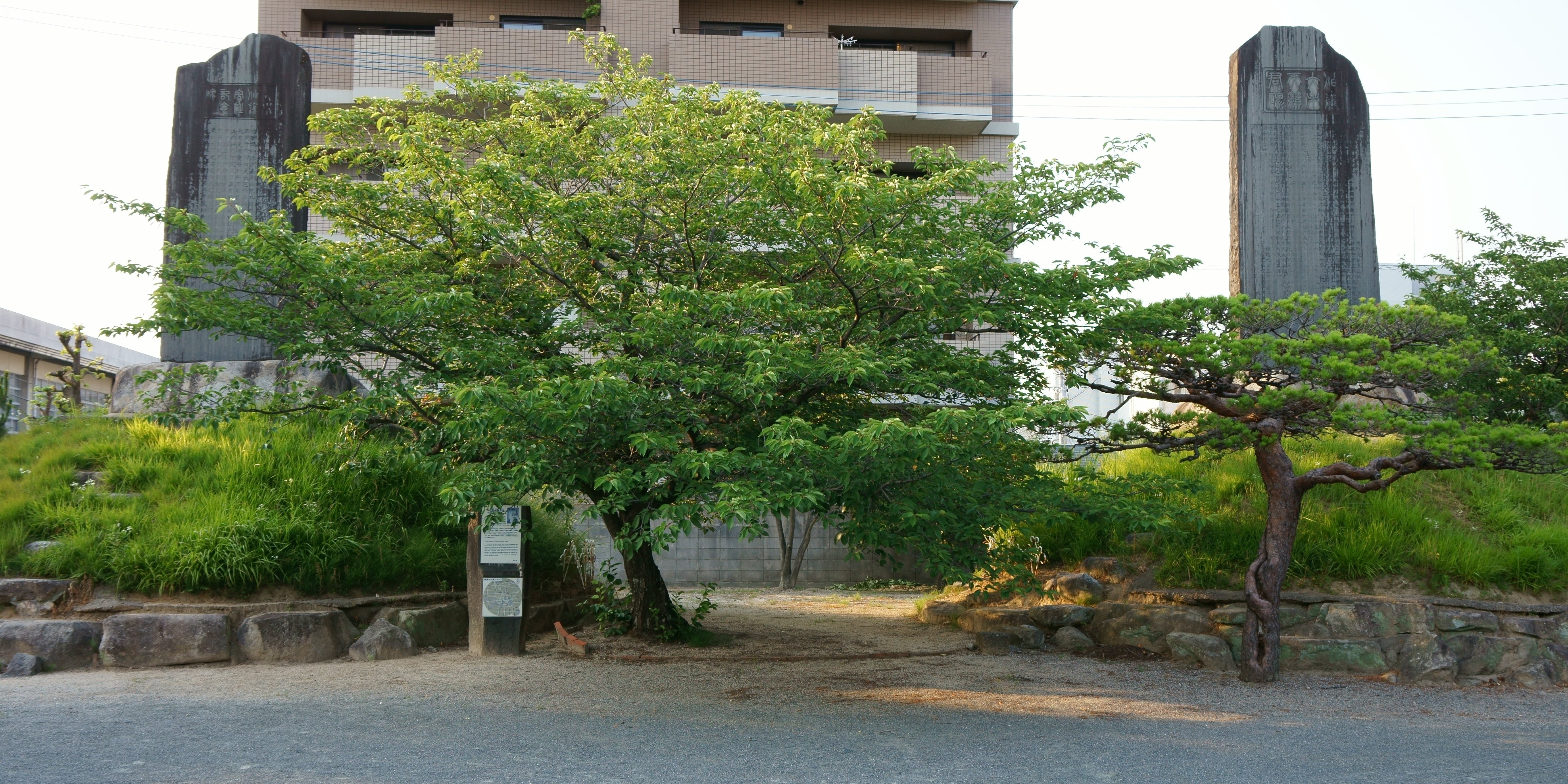
大木喬任親子顕彰碑
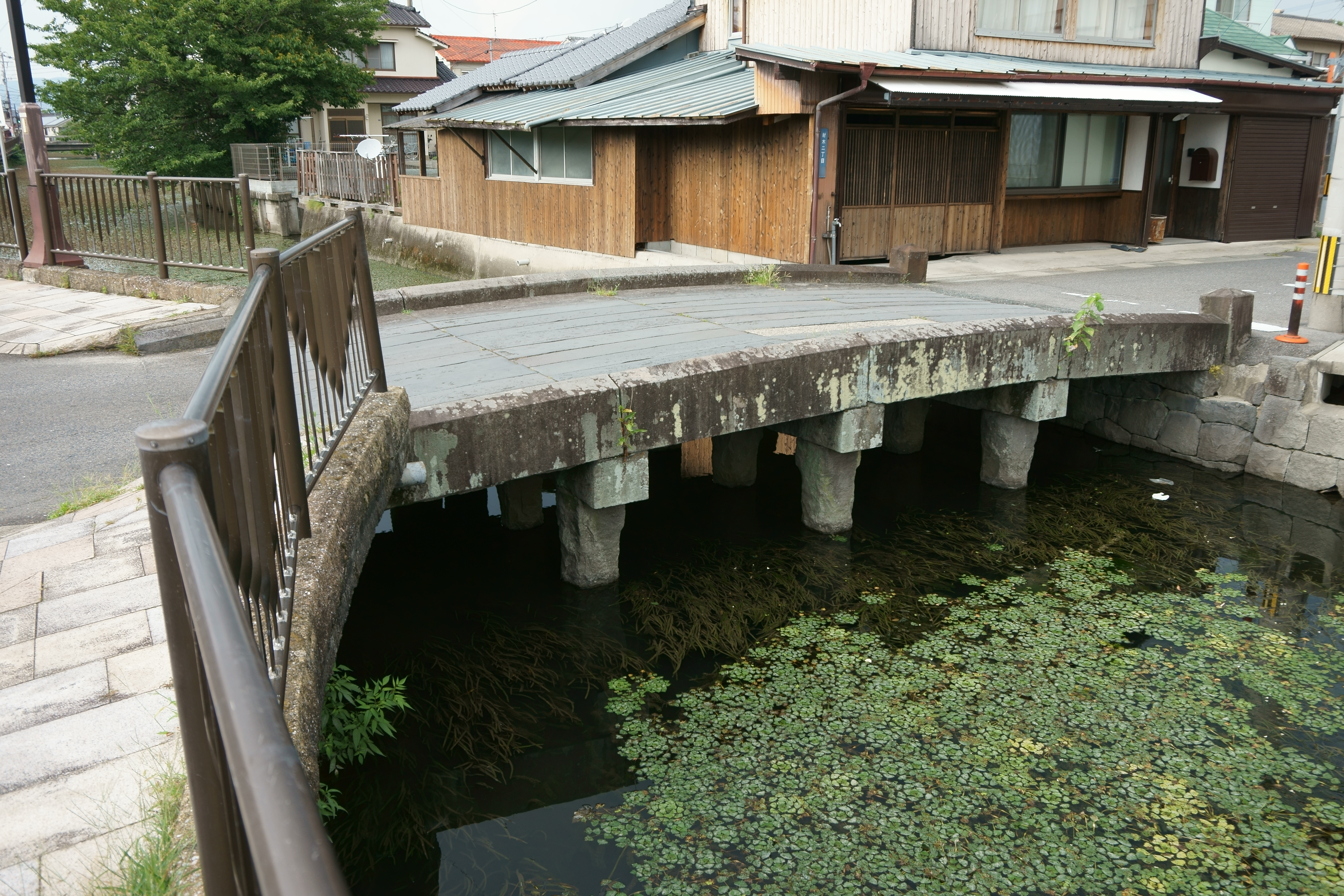
中の橋

## 世帯数と人口
2022年（令和4年）1月31日現在の世帯数と人口は以下の通りである。
| 町丁        | 世帯数    | 人口    |
| ----------- | --------- | ------- |
| 水ヶ江1丁目 | 359世帯   | 750人   |
| 水ヶ江2丁目 | 498世帯   | 1,062人 |
| 水ヶ江3丁目 | 196世帯   | 452人   |
| 水ヶ江4丁目 | 290世帯   | 709人   |
| 水ヶ江5丁目 | 265世帯   | 593人   |
| 水ヶ江6丁目 | 330世帯   | 660人   |
| 計          | 1,938世帯 | 4,226人 |

国勢調査による2000年以降の人口の推移を示す。
| 町丁        | 2000 | 2010 | 2020 |
| ----------- | ---- | ---- | ---- |
| 水ヶ江1丁目 | 612  | 767  | 716  |
| 水ヶ江2丁目 | 866  | 896  | 1076 |
| 水ヶ江3丁目 | 471  | 389  | 404  |
| 水ヶ江4丁目 | 565  | 647  | 636  |
| 水ヶ江5丁目 | 774  | 606  | 550  |
| 水ヶ江6丁目 | 806  | 686  | 639  |
| 合計        | 4094 | 3991 | 4021 |

## 小・中学校の学区
市立小・中学校に通う場合、学区は以下の通りとなる。
| 丁目  | 番地                     | 小学校               | 中学校             |
| ----- | ------------------------ | -------------------- | ------------------ |
| 1丁目 | 全域                     | 佐賀市立赤松小学校   | 佐賀市立城南中学校 |
| 2丁目 | 全域                     | 佐賀市立赤松小学校   | 佐賀市立城南中学校 |
| 3丁目 | 全域                     | 佐賀市立赤松小学校   | 佐賀市立城南中学校 |
| 4丁目 | 全域                     | 佐賀市立赤松小学校   | 佐賀市立城南中学校 |
| 5丁目 | 6番28号～40号            | 佐賀市立本庄小学校   | 佐賀市立城西中学校 |
| 5丁目 | 7番13号～40号、8番～10番 | 佐賀市立北川副小学校 | 佐賀市立城南中学校 |
| 5丁目 | その他                   | 佐賀市立赤松小学校   | 佐賀市立城南中学校 |
| 6丁目 | 1番～4番                 | 佐賀市立赤松小学校   | 佐賀市立城南中学校 |
| 6丁目 | 5番～12番                | 佐賀市立北川副小学校 | 佐賀市立城南中学校 |

## 交通
中央を南北に走る県道30号と龍谷高校東交差点から東に走る県道20号で佐賀市営バスと西鉄バスが路線を運行している。松原との境界に位置する片田江は交差点を中心に東西南北すべてにバス停があり、市内で運行する市営・昭和・西鉄・祐徳の全てのバス会社が路線を持つ。ほか、1904年（明治37年）に敷設された馬車鉄道（佐賀馬車鉄道）が当地を経由していた。県道30号線・愛右衛門橋の南が停車場の跡で、隣接する病院敷地に私費で建てられた記念碑がある。なお県道30号は片田江交差点を境に北は大財通り、南は水ケ江大通りと呼ばれる。

## 施設
- 佐賀大学教育学部附属幼稚園
- 龍谷中学校・高等学校
- 山本常朝生誕地
- 鍋島家別邸跡
- 自民党佐賀県支部連合会
- 全労済佐賀県本部
- 日本福音ルーテル佐賀教会
- 佐賀キリスト教会日本バプテスト連盟
- 金光教佐賀教会
- 幸福の科学佐賀支部